# Bandera de Boceguillas

Bandera de Boceguillas.

La bandera de Boceguillas es el símbolo más importante de Boceguillas, municipio de la provincia de Segovia, comunidad autónoma de Castilla y León, en España. 

## Descripción
La bandera de Boceguillas se describe heráldicamente de la siguiente manera:

«Bandera cuadrada de proporci6n 1:1, de color verde con una faja amarilla; brochante al centro, el escudo municipal, en sus colares.»
Boletín Oficial del Estado nº 43/1997